# Amazone à joues vertes
Amazona viridigenalis
Espèce
Statut de conservation UICN

 EN A2bcd+3bcd+4bcd : En danger
Statut CITES
L'Amazone à joues vertes (Amazona viridigenalis) est un des Psittacidae du genre Amazona les plus rares.

## Description
L'Amazone à joues vertes mesure 30 à 33 cm pour une envergure d'environ 64 cm et une masse de 300 g.
Son plumage présente une dominante verte avec des nuances jaunes sur le ventre. Les plumes sont bordées de brun, surtout au niveau du cou. Le front est rouge, couleur qui s'étend jusqu'en arrière des yeux. Au niveau de ceux-ci part jusqu'à la nuque une nette bande violette. Les joues et les couvertures auriculaires sont d'un vert très vif à l'origine du nom vernaculaire de cette espèce. Les ailes présentent des bandes rouges correspondant aux cinq premières couvertures secondaires. La queue verte se termine par une barre jaune.
L'oiseau de première année est vert avec seulement le front rouge.

## Répartition
Cet oiseau se trouve au nord-est du Mexique. Il a atteint le Texas probablement à partir de ce pays mais semble avoir été introduit en Floride.
Sa population sauvage est estimée entre 1 000 et 2 000 individus. Elle est en décroissance sévère de par son exportation illégale aux États-Unis et de la destruction de son habitat.